# Горьковское (Калининградская область)
Горьковское— посёлок в Зеленоградском районе Калининградской области. До 2016 года входил в состав Ковровского сельского поселения.

## Население
| 2002 | 2010 |
| ---- | ---- |
| 28   | →28  |

## История
Примерно в 1700 году имение Вартникен принадлежало советнику трибунала фон Каувицу.
В 1901 году Вартникен был переименован в Ватцум.
В 1946 году Ватцум был переименован в поселок Горьковское.